# Филете (Салерно)
Филете је насеље у Италији у округу Салерно, региону Кампанија.
Према процени из 2011. у насељу је живело 280 становника. Насеље се налази на надморској висини од 461 м.